# Cladistics (tijdschrift)
Cladistics is een tweemaandelijks peer reviewed wetenschappelijk tijdschrift over evolutie en systematiek. Het wordt door Wiley-Blackwell uitgegeven voor de Willi Hennig Society. De aard van de gepubliceerde artikels is erg verscheiden. Zo vindt men er onder meer artikelen van conceptuele en wetenschapsfilosofische aard, discussies over methodologie, empirische studies in de meest uiteenlopende taxonomische groepen en toepassingen van systematiek in disciplines zoals genomica, epidemiologie, paleontologie en biogeografie. De huidige hoofdredacteur is Dennis Stevenson, botanicus aan de New York Botanical Garden.